# Liste von Weinbaumuseen
Weinbaumuseen sind Museen zur Geschichte des Weinbaus, Önologie und Trinkkultur. Die folgende Zusammenstellung gibt einen Überblick der bekanntesten Weinbaugebiete und entsprechender Museen. Sie erhebt aber keinen Anspruch auf Vollständigkeit.

## Deutschland
| Institution                                 | Ort                | Bundesland          |
| ------------------------------------------- | ------------------ | ------------------- |
| Deutsches Weinbaumuseum                     | Oppenheim          | Rheinland-Pfalz     |
| Kölner Weinmuseum                           | Köln               | Nordrhein-Westfalen |
| Weinmuseum auf Burg Brattenstein            | Röttingen          | Bayern              |
| Freilichtmuseum Roscheider Hof              | Konz               | Rheinland-Pfalz     |
| Heimat- und Weinbaumuseum Gundheim          | Gundheim           | Rheinland-Pfalz     |
| Ingelfinger Fass                            | Ingelfingen        | Baden-Württemberg   |
| Kaiserstühler Weinbaumuseum                 | Vogtsburg          | Baden-Württemberg   |
| Rheingauer Weinmuseum                       | Rüdesheim am Rhein | Hessen              |
| Sächsisches Weinbaumuseum Hoflößnitz        | Radebeul           | Sachsen             |
| Vineum Bodensee                             | Meersburg          | Baden-Württemberg   |
| Vinothek im Landesmuseum Koblenz            | Koblenz            | Rheinland-Pfalz     |
| Weinbaumuseum Alte Kelter                   | Esslingen          | Baden-Württemberg   |
| Weinbaumuseum Getreidekasten                | Mußbach            | Rheinland-Pfalz     |
| Weinbaumuseum Metzingen                     | Metzingen          | Baden-Württemberg   |
| Weinbaumuseum Pfedelbach                    | Pfedelbach         | Baden-Württemberg   |
| Weinbaumuseum Uhlbach                       | Stuttgart          | Baden-Württemberg   |
| Weinbaustube Kleingartach                   | Eppingen           | Baden-Württemberg   |
| Weinmuseum Bachem                           | Bachem             | Rheinland-Pfalz     |
| Weinmuseum im Historischen Museum der Pfalz | Speyer             | Rheinland-Pfalz     |
| Historisches Weinmuseum Winningen           | Winningen          | Rheinland-Pfalz     |
| Winzermuseum Rauenberg                      | Rauenberg          | Baden-Württemberg   |
| Hochheimer Weinbaumuseum                    | Hochheim am Main   | Hessen              |
| Museum für Weinbau und Stadtgeschichte      | Edenkoben          | Rheinland-Pfalz     |
| Museum für Weinkultur                       | Deidesheim         | Rheinland-Pfalz     |
| Weinmuseum von Sachsen-Anhalt               | Freyburg (Unstrut) | Sachsen-Anhalt      |
| Museum in der Stiftsscheuer                 | Mundelsheim        | Baden-Württemberg   |

## Österreich
| Institution                      | Ort               | Bundesland       |
| -------------------------------- | ----------------- | ---------------- |
| Weinmuseum Kitzeck               | Kitzeck im Sausal | Steiermark       |
| Vino Versum Poysdorf             | Poysdorf          | Niederösterreich |
| Weinbaumuseum im Schloss Gamlitz | Gamlitz           | Steiermark       |
| Weinbaumuseum Salzburg           | Mönchsberg        | Salzburg         |

## Schweiz
| Institution                                    | Ort         | Kanton              |
| ---------------------------------------------- | ----------- | ------------------- |
| Musée de la Vigne et du Vin im Château d’Aigle | Aigle       | Kanton Waadt        |
| Rebbau- und Heimatmuseum                       | Spiez       | Kanton Bern         |
| Rebbaumuseum am Bielersee                      | Ligerz      | Kanton Bern         |
| Schaffhauser Weinbaumuseum                     | Hallau      | Kanton Schaffhausen |
| Weinbaumuseum Au                               | Au          | Kanton Zürich       |
| Weinbaumuseum Chur                             | Chur        | Kanton Graubünden   |
| Weinbaumuseum Tegerfelden                      | Tegerfelden | Kanton Aargau       |

## Frankreich
| Institution                            | Ort               | Département                |
| -------------------------------------- | ----------------- | -------------------------- |
| Musée du vignoble et des vins d’Alsace | Kientzheim        | Département Haut-Rhin      |
| Musée du Vin et du Négoce de Bordeaux  | Bordeaux          | Département Gironde        |
| Cité des civilisations du vin          | Bordeaux          | Département Gironde        |
| Windmühle (Weinbaumuseum)              | Gornac            | Département Gironde        |
| Musée du Vin                           | Beaune            | Département Côte-d’Or      |
| Musée de l’Armagnac                    | Condom            | Département Gers           |
| Musée de la Vigne et du Vin            | Arbois            | Département Jura           |
| Hameau Duboeuf                         | Romanèche-Thorins | Département Saône-et-Loire |
| Musée du Vin                           | Paris             | 16. Arrondissement (Paris) |

## Italien
| Institution              | Ort      | Region            |
| ------------------------ | -------- | ----------------- |
| Museo dell'Arte del Vino | Staffolo | Marken            |
| Museo del Vino           | Torgiano | Umbrien           |
| Südtiroler Weinmuseum    | Kaltern  | Trentino-Südtirol |

## Portugal
| Institution                            | Ort       | Distrikt               |
| -------------------------------------- | --------- | ---------------------- |
| Adega - Museu de Odeceixe              | Odeceixe  | Distrikt Faro          |
| Museu do Vinho                         | Madalena  | Autonome Region Azoren |
| Museu do Vinho do Porto                | Porto     | Distrikt Porto         |
| Museu do Vinho dos Biscoitos           | Biscoitos | Autonome Region Azoren |
| Museu Rural e do Vinho do Cartaxo      | Cartaxo   | Distrikt Santarém      |
| Núcleo Museológico do Vinho e da Vinha | Palmela   | Distrikt Setúbal       |

## Andere Länder
| Institution                                        | Ort                      | Land               |
| -------------------------------------------------- | ------------------------ | ------------------ |
| Casa del Vino La Baranda                           | El Sauzal                | Spanien            |
| Old Vine House                                     | Maribor                  | Slowenien          |
| International Museum of Wine                       | Kinsale                  | Irland             |
| Kleinkarpatisches Museum                           | Pezinok                  | Slowakei           |
| Macau Wine Museum                                  | Macau                    | Macau              |
| Museu da Uva e do Vinho Primo Slomp                | Caxias do Sul            | Brasilien          |
| Museu do Vinho e Enoteca                           | Porto Alegre             | Brasilien          |
| VINSEUM, Museu de les Cultures del Vi de Catalunya | Vilafranca del Penedès   | Spanien            |
| Weinbaumuseum Plewen                               | Plewen                   | Bulgarien          |
| Wine and Vine Museum                               | Naoussa                  | Griechenland       |
| Wine Museum Koutsoyannopoulos                      | Vothonas                 | Griechenland       |
| The California Wine Museum                         | Santa Rosa (Kalifornien) | Vereinigte Staaten |
| Weinmuseum Ehnen                                   | Ehnen                    | Luxemburg          |